# Steril
|  | For steril i betydningen ufrugtbar, se Sterilisation |
Sterilt betegner, at noget er 100 % frit for mikroorganismer. Det bliver ofte fejlagtigt brugt som synonym for rent, der blot er betegnelsen for noget, der er frit for synlig forurening, pletfrit. Selv om en genstand er ren, altså fri for snavs, kan der stadig være mikroorganismer, eller sporer fra samme, til stede. 
Effekter kan Steriliseres på flere forskellige måder. 
Inden for Sundhedssektoren er der ofte brug for sterile miljøer, der nedsætter risikoen for at inficere patienter med især skadelige bakterier. Man har gennem tiderne anvendt flere forskellige metoder til at sterilisere instrumenter:
- Kogning: Ved at opvarme instrumentet til 100oC i mindst 20 minutter udsættes mikroorganismerne for et miljø, der er uforeneligt med liv. Man gjorde tidligere stor brug af kogning til at sterilisere instrumenter, da det er en billig og let anvendelig metode. Ulempen er, at de sterile instrumenter skal anvendes straks, da det ikke er muligt at holde dem sterile i længere tid med denne metode.
- Autoklavering: Efter samme princip som anvendes i en trykkoger opvarmes instrumentet, med damp under tryk, til 120oC eller højere. Den højere temperatur gør det muligt at afkorte processen til blot nogle få minutter, og da instrumentet ikke bliver vådt er det muligt at opbevare de sterile instrumenter efterfølgende. Denne proces er lidt mere kompliceret end kogning, da der kræves mere avanceret udstyr. Autoklaver er dog fremstillet i mange størrelser, fra miniautoklaven, der er beregnet til gasblus, til store industriautoklaver, der kan sterilisere hundredvis af instrumenter ad gangen. Sådanne store autoklaver kan stadig ses anvendt på mange danske sygehuse.
- Gassterilisering: Instrumenterne anbringes i et miljø af gasser, der er dræbende for mikroorganismer. Dette kan gøres ved stuetemperatur, hvilket kan være en fordel for især genstande af plastik eller syntetisk gummi. Ulempen er, at gasserne er lige så skadelige for mennesker, som den er for mikroorganismer.
- Strålesterilisering: Ved at udsætte instrumenterne for radioaktiv stråling udnyttes samme effekt som ved strålebehandling af kræft; ved tilstrækkeligt høje doser er radioaktiv stråling uforeneligt med liv. Denne metode til sterilisering er meget effektiv og særdeles velegnet til sterilisering af effekter til opbevaring. Den er dog meget bekostelig og minimalt mobil.

I flere brancher taler man ofte om noget er eller skal være sterilt, for eksempel hos NASA, hvor man er bange for at inficere eller skabe mulige økosystemer på andre planeter. 